# پیر هانری لامی
پیر هانری لامی (انگلیسی: Pierre-Henri Lamy؛ زادهٔ ۱۷ اوت ۱۹۸۷) بازیکن فوتبال اهل فرانسه است.
از باشگاه‌هایی که در آن بازی کرده‌است می‌توان به باشگاه فوتبال آنژه اشاره کرد.